# Vickers MBT
Il Vickers MBT rappresenta un tipico esempio di carro armato di marketing, nato da esigenze derivate dalle prevedibili richieste del mercato internazionale. Forse è stato anche l'unico esempio di successo del genere, nonostante la mancanza di un nome (o una sigla) vero e proprio (MBT sta per Main Battle Tank, carro armato da combattimento), per via della ricca rete di ex colonie britanniche che potevano essere sensibilizzate dalle qualità del mezzo.
Il suo sviluppo è stato basato su quanto di meglio disponibile nell'Inghilterra a cavallo tra gli anni cinquanta e sessanta in tema di equipaggiamenti per carri medi. In effetti, all'epoca stava venendo ultimato lo sviluppo del progetto di massima del carro Chieftain, un colosso che rinverdiva il mito del carro pesante, con le sue 54 tonnellate. Esso era certamente costoso e complesso, oltre ad avere doti di mobilità non eccelse. Per evitare l'imbarazzo del non poter scegliere, da parte di molti clienti, tra mezzi inglesi troppo pesanti e costosi oppure mezzi forniti dalle superpotenze troppo vincolanti a livello politico (e assai rudimentali nel caso dei veicoli russi, come troppo costosi e pesanti nel caso dei veicoli americani), la Vickers, stimolata da una richiesta dell'esercito indiano per un nuovo carro medio, progettò un mezzo dotato di scafo e torretta saldati, dall'aspetto a dire il vero assai obsolescente, ma interessante in quanto univa il motore a cilindri boxer dello Chieftain, compatto (anche se non propriamente esente da difetti), con un mezzo meno impegnativo come struttura e armamento.

## Progettazione
Si trattava di un mezzo molto convenzionale, dotato di una struttura per quanto possibile semplice ed economica, con comparto equipaggio anteriore e motore posteriore.
Una corazzatura relativamente leggera venne giudicata adeguata, con abbinato il potente cannone da 105/51 mm Royal Ordnance L7, giustamente giudicato sufficiente per ogni situazione pratica (il Chieftain aveva un L11 da 120 mm), e per esso venne prevista una mitragliatrice da 12,7 mm per il tiro di aggiustamento sul bersaglio, tipico delle realizzazioni inglesi e che, sebbene non privo di inconvenienti, liberava la torretta dal vincolo di dover essere progettata per ospitare un lungo telemetro ottico, fragile e costoso, dandole una forma balisticamente più valida. Inoltre esso era un sistema molto preciso fino al limite della gittata utile, di circa 1800 metri, dei proiettili della mitragliatrice, secondo il principio che il miglior telemetro è il cannone stesso, anche se qui per interposta persona con la mitragliatrice che sparava raffiche di 3 proiettili, simulanti le traiettorie balistiche delle munizioni del cannone, ed essi avevano cariche incendiarie per visualizzare il punto d'impatto.
Il carro aveva un motore Diesel boxer da circa 535 hp, un sistema di trasmissione semiautomatico e freni, derivati dalla meccanica dello Chieftain. Il cannone aveva una riserva di circa 50 colpi, mentre erano disponibili 2 mitragliatrici leggere e 2 gruppi di lanciafumogeni. La macchina aveva sospensioni del tipo Horstmann con 6 ruote per cingolo. Opzionali vari accessori, nei modelli più recenti, addirittura un radar di sorveglianza e tiro, forse l'unico che abbia mai raggiunto un'unità operativa.

## Servizio e sviluppi
Dopo il completamento, nel 1963, dei primi 2 veicoli, che quindi erano coevi di macchine come i Leopard 1 e AMX-30, vi sono state varie vendite, quali quelle al Kenya (76 mezzi), Kuwait, Nigeria e Tanzania.
Ma il cliente principale è stato l'esercito indiano, che lo adottò come "Vijayanta" e l'industria del grande Paese asiatico realizzò la produzione in loco di ben 2.200 mezzi, più di tutti gli AMX-30 messi assieme; ciò nonostante, il Vickers MBT è sostanzialmente un perfetto sconosciuto ai più, non essendo stato adottato da paesi NATO e non avendo un vero e proprio nome, cosa difficile da capire, visto che la prassi inglese è quella di dare ai carri dei nomi propri. I primi carri Vickers Mk 1 indiani vennero completati nel 1965, e l'entrata in servizio seguì subito dopo. Da notare che essi hanno avuto una serie di casse portadotazioni ai lati della torretta, che li rendeva difficilmente distinguibili dai Centurion dell'esercito indiano, oltre a difenderli meglio da attacchi di armi esplosive HEAT e HESH.
Il Vickers venne ampiamente usato nella guerra indo-pakistana del 1971 dall'esercito indiano, opponendosi a carri cinesi, sovietici e statunitensi dell'esercito pakistano, e dando buona prova. Era più armato e preciso dei carri sovietici presenti nell'esercito indiano, anche se non era meglio protetto. In seguito, i numerosi carri rimasti in servizio sono stati variamente aggiornati nei sistemi di tiro ed altre componenti, per poter garantire al veicolo ancora un certo numero di anni di operatività.
Durante gli anni, il modello base venne sviluppato in maniera sensibile, con una torretta realizzata per fusione, e un motore Detroit Diesel da 720 hp, più potente e affidabile. Il nuovo veicolo venne denominato Mk 3, aveva una torretta con il cannone elevabile da +20 a –10 gradi, valori notevoli per un carro armato, sistemi di controllo del tiro abbastanza sofisticati, e nel caso della Nigeria, un radar di tiro Marconi SFCS-600. Le vendite al di fuori dell'India sono state per lo più di questa versione, in produzione fino agli anni ottanta.
Il carro è stato ulteriormente sviluppato in un veicolo gettaponte con un sistema per 13,5 metri di lunghezza, un mezzo recupero corazzati con gru, verricelli da 25 t, lama apripista. Lo scafo può essere anche usato per la torretta con obice-cannone da 155 mm con munizioni con raggio da 24000 metri HE e 30.000 con razzo aggiuntivo (RAP). Pare che oltre a queste versioni esista anche un modello di artiglieria semovente armato con i potenti cannoni da 130 mm sovietici, gli M-46 di origine navale. Esso è in servizio nell'esercito indiano, forse come ricostruzione di carri tolti dal servizio di prima linea.

## Operatori
Kenya
- Kenya Army

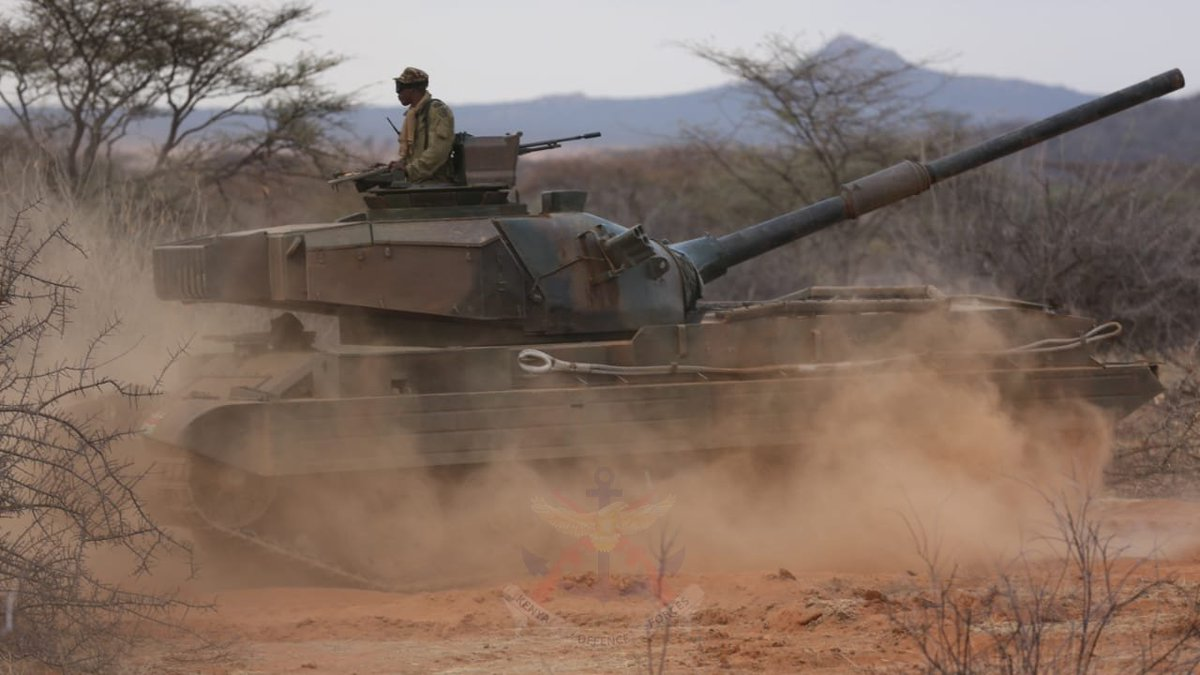
Mk 3 dell'esercito keniano.

38 Mk 3 e 3 ARV ordinate nel 1977 seguiti da altri 38 Mk 3 e 4 ARV nel 1978.
 Nigeria
- Nigerian Army

108 Mk 3, 18 ARV e 15 AVLB ordinati nel 1981, seguiti da un secondo ordine per 64 Mk 3 nel 1990.
 Tanzania
- Jeshi la Wananchi la Tanzania

4 Mk 3 ARV consegnati nel 1989.

### Operatori passati
India
- 2 200 Vijayanta prodotti su licenza tra il 1965 e il 1986, di cui i primi 90 Mk 1 prodotti da Vickers nel Regno Unito e consegnati nel 1965.[1][3]

 Kuwait
- Reale esercito del Kuwait

70 Mk 1 ordinati nel 1968 e consegnati tra il 1970 e il 1972.